# Mihoub
Mihoub (în arabă ميهوب) este o comună din provincia Médéa, Algeria.
Populația comunei este de 12.191 de locuitori (2008).